# Walking into Clarksdale
Albums par Jimmy Page & Robert Plant
No Quarter: Jimmy Page and Robert Plant Unledded
(1994)
Albums par Jimmy Page
Session Man Vol. 2
(1991) Hip Young Guitar Slinger and His Heavy Friends
(2000)
Albums par Robert Plant
Fate of Nations
(1993) Dreamland
(2002)
Singles
1. Most High
Sortie : 1998
2. Shining in the Light
Sortie : 1998

Walking into Clarksdale est un album studio de Jimmy Page & Robert Plant, sorti le 21 avril 1998 sur le label Mercury Records, (Atlantic Records pour l'Amérique du nord) et a été produit par les deux musiciens. 

## Historique
C'est la deuxième production des célèbres ex-membres de Led Zeppelin, Jimmy Page et Robert Plant. L'album a été enregistré aux studios Abbey Road à Londres en 35 jours. Les compositions de cet album sont toutes inédites.
Les titres Shining in the Light et Most High sortiront en singles, ce dernier obtiendra le Grammy Award de la « meilleure performance hard rock » en 1999.
Clarksdale est une ville de l'État du Mississippi et est considérée comme la ville clé du Delta blues, de nombreux et célèbres bluesmen y sont nés ou y ont séjourné. À cette occasion, les musiciens sont accompagnés par le bassiste Charlie Jones, compagnon de la fille de Robert Plant, Carmen Jane et le batteur Michael Lee. 
La chanson Please Read the Letter sera reprise par Robert Plant pour l'album qu'il a fait avec la chanteuse de bluegrass Alison Krauss, Raising Sand. Mais si elle est jouée ici dans un mode plus hard, elle est beaucoup plus laid back sur l'album de Plant et Alison. 
L'album s'est classé à la 3e place des charts britanniques et à la 8e place du Billboard 200 aux États-Unis. En France, il se classa à la 5e place du classement des meilleures ventes de disques.

## Listes des titres
Toutes les chansons sont écrites et composées par Jimmy Page, Robert Plant, Charlie Jones et Michael Lee.
| No  | Titre                    | Durée |
| --- | ------------------------ | ----- |
| 1.  | Shining in the Light     | 4:01  |
| 2.  | When the World Was Young | 6:13  |
| 3.  | Upon a Golden Horse      | 3:52  |
| 4.  | Blue Train               | 6:45  |
| 5.  | Please Read the Letter   | 4:21  |
| 6.  | Most High                | 5:36  |
| 7.  | Heart in Your Hand       | 3:50  |
| 8.  | Walking into Clarksdale  | 5:18  |
| 9.  | Burning Up               | 5:21  |
| 10. | When I Was a Child       | 5:45  |
| 11. | House of Love            | 5:35  |
| 12. | Sons of Freedom          | 4:08  |

| 13. | Whiskey from the Glass | 3:01 |

## Personnel
- Jimmy Page : guitares, co-production
- Robert Plant : chant, co-production
- Charlie Jones : basse, percussions
- Michael Lee : batterie, percussions

## Personnel additionnel
- Tim Whelan : claviers sur Most High
- Ed Shearmur : string pads, programmation sur Most High
- Steve Albini : ingénieur, technicien
- Paul Hicks : assistant ingénieur
- Lynton Naiff : arrangements des cordes sur Upon a Golden Horse
- Cally – design
- Anton Corbijn – photographie

## Charts & certification
| Pays                         | Durée du classement | Meilleur classement |
| ---------------------------- | ------------------- | ------------------- |
| Allemagne                    | 7 semaines          | 13e                 |
| Australie                    | 2 semaines          | 16e                 |
| Autriche                     | 4 semaines          | 33e                 |
| Belgique (W)                 | 5 semaines          | 22e                 |
| Belgique (V)                 | 2 semaines          | 27e                 |
| Canada                       | 5 semaines          | 17e                 |
| États-Unis                   | 13 semaines         | 8e                  |
| Finlande                     | 3 semaines          | 27e                 |
| France                       | 6 semaines          | 5e                  |
| Norvège                      | 5 semaines          | 13e                 |
| Nouvelle-Zélande             | 5 semaines          | 11e                 |
| Pays-Bas                     | 5 semaines          | 56e                 |
| Royaume-Uni                  | 6 semaines          | 3e                  |
| Royaume-Uni (Rock and Metal) | -                   | 1er                 |
| Suède                        | 4 semaines          | 17e                 |
| Suisse                       | 5 semaines          | 31e                 |

| Pays       | Certification | Ventes    | Date       |
| ---------- | ------------- | --------- | ---------- |
| États-Unis | Or            | 500 000 + | 04/05/1998 |

### Charts singles
| Date | Single               | Chart                  | durée du classement | Position |
| ---- | -------------------- | ---------------------- | ------------------- | -------- |
| 1998 | Most High            | Mainstream Rock Tracks | 13 semaines         | 1er      |
| 1998 | Most High            | RPM Top Singles        | 13 semaines         | 58e      |
| 1998 | Most High            | UK Singles Chart       | 2 semaines          | 26e      |
| 1998 | Shining in the Light | Rock Tracks            | 18 semaines         | 6e       |